# Петерсон, Кристоффер (футболист)
Кристоффер Пол Петерсон (швед. Kristoffer Paul Peterson; 28 ноября 1994, Гётеборг, Швеция) — шведский футболист, вингер нидерландского клуба «Фортуна».

## Клубная карьера
Петерсон — воспитанник клуба «Саведаленс». В начале 2011 года он был приглашён скаутами английского «Ливерпуля» и присоединился к команде, став выступать за молодёжный состав. В 2013 году для получения игровой практики Кристоффер был отдан в аренду в «Транмир Роверс». 30 ноября в матче против «Колчестер Юнайтед» он дебютировал в Первой лиге Англии. Летом 2014 года Петерсон перешёл в нидерландский «Утрехт», подписав контракт на 4 года. 30 августа в матче против «Херенвена» он дебютировал в Эредивизи. 7 декабря в поединке против «Хераклеса» Кристоффер забил свой первый гол за «Утрехт».
В начале 2016 года Петерсон был отдан в аренду в «Роду». 16 января в матче против АЗ он дебютировал за новый клуб. 6 февраля в поединке против «АДО Ден Хааг» Кристоффер забил свой первый гол за «Роду».
После окончания аренды Петерсон ненадолго вернулся в «Утрехт». В начале 2017 года Кристоффер подписал контракт на 2,5 год с «Хераклесом». 14 января в матче против роттердамской «Спарты» он дебютировал за новую команду. В этом ж поединке Петерсон забил свой первый гол за «Хераклес».

## Международная карьера
16 октября 2018 года в товарищеском матче против сборной Словакии Петерсон дебютировал за сборную Швеции.